# Antonio Pineda
Antonio Pineda y Ramírez (Ciudad de Guatemala, 17 de enero de 1751 - Badoc, Filipinas, 23 de junio de 1792) fue un marino y botánico guatemalteco de padres españoles.

## Biografía
Hijo de José Pineda y Tavares, que ocupaba el cargo de oidor de la Real Audiencia de Ciudad de Guatemala desde 1744, y de María Josefa Ramírez y Maldonado, de la noble familia de los Maldonado y Vargas. Su padre luego fue, primero, alcalde del Crimen y, después, oidor de la Real Chancillería de Granada, ciudad española donde establecieron su residencia definitiva.
En 1760 Antonio y su hermano Mariano ingresaron en el Real Seminario de Nobles de Madrid, donde aprendieron Física, Matemáticas, Filosofía, Náutica, Geografía y Química. En 1768 Antonio inició la carrera militar, ingresó como cadete del cuerpo de Reales Guardias Españolas. En esta etapa, probablemente, la Real Casa de Caballeros Pajes y el anfiteatro anatómico del Hospital General de Madrid fueron las instituciones que auspiciaron su intelecto. Aprendió Latín, Italiano e Inglés, junto a Matemáticas y Anatomía.
En el campo militar ascendió a alférez y participó en el frustrado asedio a la plaza de Gibraltar desplegado por el Ejército español en 1780. Por sus méritos en combate mereció la promoción a teniente coronel. Concluida la guerra retomó la práctica científica relacionándose con el Gabinete de Historia Natural y el Real Jardín Botánico madrileños. Dirigió sus pasos hacia la Historia Natural. 
Fue designado, junto con Luis Née y Tadeo Haenke, para participar como encargado de las ciencias naturales en la Expedición Malaspina alrededor del mundo.
Perdió su vida en Badoc, al norte del archipiélago filipino. Su hermano Arcadio, teniente de navío, fue el encargado de poner en orden sus apuntes, mientras el Capitán Alejandro Malaspina, apenado por su pérdida, erigió un monumento a su subordinado en el Jardín Botánico de Manila, Filipinas.

## Honores

### Epónimos
- (Flacourtiaceae) Pineda Ruiz & Pav.[4][5]